# Michael Mönnich

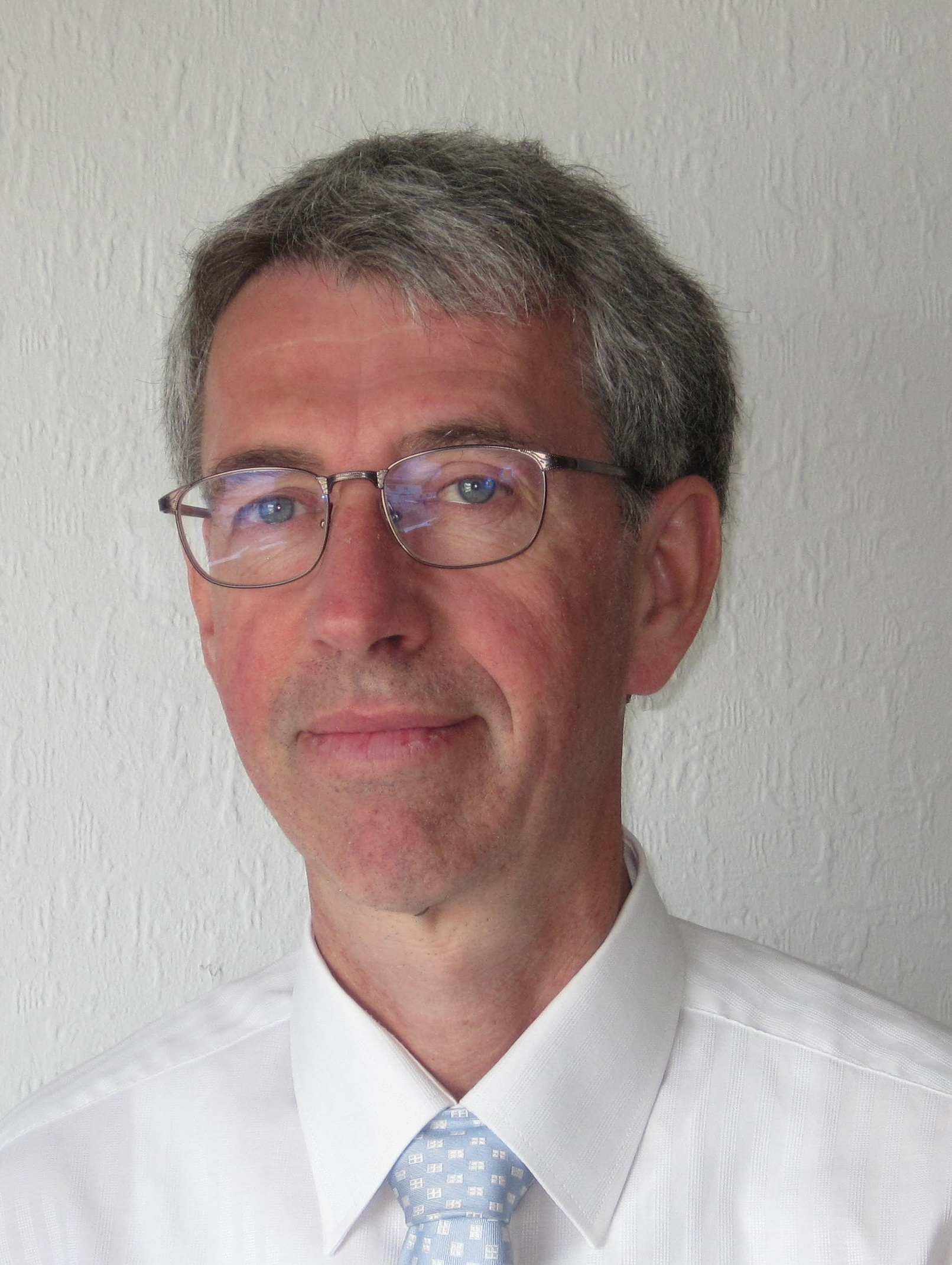
Michael Mönnich (2015)

Michael Wilhelm Mönnich (* 6. März 1959 in Tübingen) ist ein deutscher Bibliothekar und Apotheker. Er war bis 2023 Leiter der Abteilung Benutzungsdienste und stellvertretender Direktor der Bibliothek des Karlsruher Instituts für Technologie (KIT-Bibliothek).

## Werdegang
Michael Wilhelm Mönnich wurde am 6. März 1959 in Tübingen als Sohn des Allgemeinmediziners Dr. med. Walter Mönnich und der Apothekerin Lore Mönnich, geb. Ebensperger, geboren. Nach dem Besuch der Grund- und Hauptschule in Eningen unter Achalm von 1966 bis 1969 und des Friedrich-List-Gymnasium in Reutlingen von 1969 bis 1978 fing er noch im selbigen Jahr mit dem Studium der Chemie an der Universität Zürich an. 1980 wechselte er zur Eberhard-Karls-Universität Tübingen, wo er 1980 bis 1984 Pharmazie studierte und schließlich nach dem Praktischen Jahr in der Burckhardt'schen Apotheke in Eningen unter Achalm 1985 die Approbation als Apotheker erhielt. Parallel hierzu begann Mönnich 1984 mit dem Studium der Geschichte der Pharmazie, der Historischen Hilfswissenschaften und der Lateinischen Philologie des Mittelalters an der Philipps-Universität Marburg, das er 1986 erfolgreich beendete. Er arbeitete fortan an seiner Dissertation zum Thema „Medizin und Pharmazie in den Werken des Tommaso Campanella (1568-1639)“ unter Leitung von Wolf-Dieter Müller-Jahncke und wurde 1989 zum Dr. rer. nat. durch die mathematisch-naturwissenschaftliche Gesamtfakultät der Ruprecht-Karls-Universität Heidelberg promoviert.
Von 1989 bis 1991 absolvierte er das Referendariat für den höheren Bibliotheksdienst an der Universitätsbibliothek Karlsruhe und der FHBD Köln und war bis 2023 an der KIT-Bibliothek beschäftigt.
Zusammen mit Axel Helmstädter richtete er 2002 die DGGP-Biennale in Karlsruhe aus. 2010 bis 2011 leitete er die Reaktion der Zeitschrift BIT online. 2018 wurde Mönnich mit der Johannes-Valentin-Medaille in Bronze der DGGP ausgezeichnet.

### Bibliothekstätigkeit
Zuletzt war Mönnich stellvertretender Bibliotheksdirektor der KIT-Bibliothek und für den Organisationsbereich Benutzungsdienste verantwortlich. Während der langjährigen Tätigkeit an der Universitätsbibliothek Karlsruhe hat er zahlreiche IT-Projekte betreut, wie die Entwicklung des Online-Katalogs OLIX, des Karlsruher Katalogisierungssystems KARIN und des Karlsruher Virtuellen Katalogs (KVK). Zudem war er am Aufbau moderner und wegweisender Dienstleistungen beteiligt, zum Beispiel des Recommenderdienstes Bibtip, der elektronischen Universitätsbibliographie und der Einrichtung eines Universitätsverlages (heute KIT Scientific Publishing), des elektronischen Repositoriums EVA (heute KITOpen) sowie der Digitalisierung von Altbeständen der Bibliothek. Im Bereich Benutzung wurde unter seiner Leitung ein elektronischer Wegweiser für freie Lern- und Arbeitsplätze (Seatfinder) entwickelt und der Karlsruher Lernraumtag ins Leben gerufen. An der Bibliothek hat er verschiedene wissenschaftshistorische Ausstellungen ausgerichtet, zum Beispiel „Enzyklopädien. Erzählen. Wissen.“ (2016), „175 Jahre KIT-Bibliothek“ (2015), „Karl Weltzien – Begründer Karlsruher Chemie“ (2013) oder „150 Jahre Karlsruher Chemiker-Kongress“ (2010).

## Mitgliedschaften und Ämter
- 1993: Leitung der Redaktion der Pharmaziehistorischen Bibliographie[7]
- 1997: Vorsitzender der Landesgruppe Baden der Deutschen Gesellschaft für Geschichte der Pharmazie (DGGP)
- 1998: Internetbeauftragter der DGGP, Betreuung des Internetauftrittes[8] und Navigator Pharmaziegeschichte, Linksammlung zur Geschichte der Pharmazie[9]
- 2001: Bibliotheksbeauftragter der DGGP
- 2001: Mitglied im Arbeitskreis der Deutschen Pharmazeutischen Zentralbibliothek Stuttgart
- 2004: Lehrbeauftragter für Geschichte der Pharmazie an der Universität Tübingen
- 2008: Lehrbeauftragter für Geschichte der Chemie an der Universität Karlsruhe/Karlsruher Institut für Technologie (KIT)
- 2010: Honorarprofessor an der Universität Tübingen
- 2010: Mitglied im Redaktionsbeirat der Zeitschrift Geschichte der Pharmazie
- 2016: Vorsitzender des Wissenschaftlichen Beirates der Deutschen Pharmazeutischen Zentralbibliothek
- 2017 bis 2023: Mitglied in der Baukommission des Deutschen Bibliotheksverbandes[10]
- 2019: Mitglied der Académie Internationale d’Histoire de la Pharmacie
- 2020 bis 2024: Mitglied der Architecture Group (LAG) der LIBER
- 2023: Mitglied des Vorstandes der Fachgruppe Geschichte der Chemie der Gesellschaft Deutscher Chemiker (GDCh).

## Veröffentlichungen
Mönnichs Schwerpunkte umfassen insbesondere Geschichte der Chemie und Alchemie, Chemie in Karlsruhe und Tübingen, das Haber-Bosch-Verfahren, Geschichte pharmakognostischer Sammlungen und alternativer Heilverfahren, Bibliotheken und Bibliographien zur Geschichte der Pharmazie und Chemie sowie Klimawandel und Seuchen.

### Auswahl an Publikationen
- J. Klotz; M. W. Mönnich; J. Simmel: Die Pflanzen von Hieronymus Harders (1523-1607) Herbarium in der Vatikanischen Bibliothek. In: Hoppea Band 83, 2023, S. 5–36.
- M. W. Mönnich, J. Podlech: Der Karlsruher Nobelpreisträger. In: Nachrichten aus der Chemie. Band 70, September 2022, S. 24–27.
- M. W. Mönnich, F. Hoebel, V. Wittenauer: Lernen ohne (institutionelle) Grenzen. In: Hochschulbibliotheken auf dem Weg zu Lernzentren. Hrsg.: S. Holländer. b.i.t., Wiesbaden 2021, S. 113–118.
- M. W. Mönnich, T. Arand, P. Böhm: Die Pharmazeutische Zeitung im Ersten Weltkrieg. In: Pharmazeutische Zeitung. (Eschborn). Band 163, Nr. 45, 2018, S. 52–58.
- M. W. Mönnich: Fritz Haber (1868–1934) – Chemiker, Nobelpreisträger, Nationalist und Opfer des Nationalsozialismus. In: Ch. Friedrich (Hrsg.): Die Ammoniaksynthese – „Brot aus Luft“. Grenzüberschreitungen in der Pharmazie : die Vorträge der Pharmaziehistorischen Biennale in Meißen vom 22. bis 24. April 2016. Wiss. Verlags-Ges., Stuttgart 2017, S. 89–109.
- F. Hoebel, M. W. Mönnich: Lernraum-Management – Eine Aufgabe für Bibliotheken. In: BIT online. Band 18, Nr. 1, 2015, S. 15–21.
- M. W. Mönnich: Thriving for Unity in Chemistry. The First International Gathering of Chemists. In: Chemistry international. Band 32, Nr. 6, 2010, S. 10–15.
- M. W. Mönnich: Wandel, Umbruch und Revolutionen – die Einflüsse der Informationstechnik auf die Bibliothekswelt 1997 bis 2007. In: B.I.T. online. Band 11, Nr. 2, 2008, S. 139–144.
- M. W. Mönnich: Das Voynichmanuskript aus pharmaziehistorischer Sicht. In: Geschichte der Pharmazie. Band 60, Nr. 1/2, 2008, S. 9–14.
- M. W. Mönnich, M. Spiering: Adding Value to the Library Catalog by Implementing a Recommendation System. In: D-Lib Magazine. Band 14, Nr. 5/6, 2008. doi:10.1045/may2008-monnich
- M. W. Mönnich: Elektronisches Publizieren von Hochschulschriften: Formate und Datenbanken. In: B. Tröger (Hrsg.): Wissenschaft online. Elektronisches Publizieren in Bibliothek und Hochschule. Klostermann, Frankfurt am Main 2000, S. 187–213.
- M. W. Mönnich: Kriterien zur Bewertung und Auswahl von Internetsuchmaschinen. In: R. Schmidt (Hrsg.): Aufbruch ins Wissensmanagement : 21. Online-Tagung der DGI, Frankfurt am Main, 18. bis 20. Mai 1999. Dt. Ges. für Informationswiss. u. Informationspraxis, Frankfurt am Main 1999, S. 141–152.
- E. Gottswinter, M. W. Mönnich: Brücken bauen zwischen EDV-Systemen. Einführung in die SR-Normen. In: ABI-Technik. Band 13, Nr. 4, 1993, S. 277–288.
- M. W. Mönnich, U. Schwersky: Grundlagen und Technik von PCs. Berlin 1992.
- M. W. Mönnich: PC-Arbeitsplätze für Benutzer in wissenschaftlichen Bibliotheken. In: ABI-Technik. Nr. 11, 1991, S. 267–276.
- M. W. Mönnich: Tommaso Campanella. Sein Beitrag zur Medizin und Pharmazie in der Renaissance. Wiss. Verlags-Ges., Stuttgart 1990.